# جامبولات تدیف
جامبولات ایلیچ تدیف (به روسی: Джамбола́т Ильи́ч Теде́ев) (زادهٔ ۲۳ نوامبر ۱۹۶۸) کشتی‌گیر پیشین، مربی کشتی و فعال سیاسی اهل اوستیای جنوبی است. تدیف از سال ۲۰۰۱ تا ۲۰۲۱ مربی تیم ملی کشتی آزاد روسیه بود و این تیم را چهار بار قهرمان بازی‌های المپیک، و چندین بار قهرمان مسابقات قهرمانی کشتی جهان و قهرمانی کشتی اروپا کرد. تیم روسیه تحت هدایت او در قهرمانی جهان ۲۰۰۷ با ۶ مدال طلا و یک مدال برنز در هفت وزن به قهرمانی رسید که قاطعانه‌ترین قهرمانی یک تیم در تاریخ این رقابت‌ها محسوب می‌شود.
او پسرعموی البروس تدیف کشتی‌گیر نامدار اوکراین است که برنده سه مدال طلای قهرمانی جهان و یک مدال طلا و برنز المپیک برای تیم ملی اوکراین شده‌است.

## دوران کشتی‌گیری
تدیف سال ۱۹۶۸ در جمهوری خودمختار اوستیای جنوبی به دنیا آمد که در آن هنگام بخشی از جمهوری گرجستان در اتحاد جماهیر شوروی بود. وی کشتی را از ۱۱ سالگی آغاز کرد و در سال ۱۹۹۰ قهرمان وزن ۹۰ کیلو کشتی آزاد شوروی شد. اما در آن زمان ماخاربک خادارتسف هموطن اوستیایی او قهرمان بی‌رقیب جهان در این وزن بود و تدیف نتوانست دوبنده تیم ملی شوروی را بر تن کند. وی پس از فروپاشی شوروی تصمیم گرفت برای تیم ملی اوکراین مسابقه بدهد. تدیف در سال ۱۹۹۳ با پیروزی بر الدار کورتانیدزه گرجستانی قهرمان اروپا شد و در سال‌های ۱۹۹۴ و ۱۹۹۵ در قهرمانی جهان نفر پنجم شد و در المپیک ۱۹۹۶ آتلانتا نیز دوباره به رتبه پنجم قناعت کرد. در حالیکه در هر سه دوره رسول خادم قهرمان این وزن شده و خادارتسف نیز به نایب قهرمانی یا مدال برنز می‌رسید.
جامبولات تدیف پس از کنار گذاشتن ورزش قهرمانی به چخینوالی مرکز اوستیای جنوبی برگشته و یک باشگاه کشتی را در آنجا دایر کرد تا اینکه در سال ۲۰۰۱ به عنوان سرمربی تیم ملی کشتی آزاد روسیه انتخاب شد. انتخاب تدیف برای این پست در ابتدا غیرمنتظره بود و در دو سال اول حضور او در این مقام نیز روسیه نتوانست به قهرمانی تیمی جهان برسد و با اختلاف ناچیزی در سال ۲۰۰۱ قهرمانی را به گرجستان و در ۲۰۰۲ به ایران واگذار کرد. اما از سال ۲۰۰۳ سریال پیروزی‌های روسیه تحت هدایت تدیف آغاز شد و این تیم به‌طور پیاپی در تمام مسابقات قهرمانی جهان، المپیک و قهرمانی اروپا به قهرمانی رسید.

## فعالیت سیاسی
تدیف در سال ۲۰۱۱ کاندیدای انتخابات ریاست‌جمهوری اوستیای جنوبی (کشوری که پس از جنگ روسیه و گرجستان ۲۰۰۸ اعلام استقلال کرد) شد اما کمیسیون انتخابات اعلام کرد؛ چون تدیف در ده سال گذشته به‌طور دائم در اوستیای جنوبی اقامت نداشته، صلاحیت شرکت در این انتخابات را ندارد. رد صلاحیت وی که شانس اصلی پیروزی محسوب می‌شد با راهپیمایی‌ها و اعتراضات خشونت‌آمیزی همراه شد که اوستیای جنوبی را در آستانه جنگ داخلی قرار دارد به طوری‌که دولت این کشور برای جلوگیری از ورود طرفداران تدیف از روسیه به این منطقه مرزهای خود را با روسیه بست چراکه تعداد زیادی از کشتی‌گیران اوستیایی قهرمان المپیک و جهان مثل آرتور تایمازوف، ماخاربک خادارتسف، میخائیل مامیاشویلی، بسیک کودوخوف، و حاجی مراد گاتسالوف از طرفداران تدیف محسوب می‌شدند. گفته می‌شود که این حوادث به اختلافات قدیمی تدیف و ادوارد کوکویتی رئیس‌جمهور وقت اوستیای جنوبی (۲۰۰۱ تا ۲۰۱۱) مربوط می‌شده‌است. جامبولات و برادر بزرگترش ابراهیم تدیف در سال ۲۰۰۱ از حامیان کوکویتی در انتخابات ریاست‌جمهوری بودند اما خیلی زود مخالف او شدند. در سال ۲۰۰۶ ابراهیم تدیف به ضرب گلوله افراد ناشناس در ولادی قفقاز کشته شد و شایع است که کوکویتی در این قتل دست داشته‌است و جامبولات تدیف نیز بر محل دفن برادرش قسم خورده بود که انتقام خون او را از کوکویتی بگیرد.
تدیف سپس به حمایت از کاندیدای اپوزیسیون خانم آلا جیویوا - وزیر سابق آموزش و پرورش اوستیای جنوبی - پرداخت و جیویوا با کسب حدود ۶۰ درصد آرا به پیروزی رسید اما انتخابات از سوی مقامات مسکو باطل اعلام شد و هم جیویوا و هم جامبولات تدیف برای مدت کوتاهی دستگیر شدند و جیویوا نیز از شرکت در انتخابات مجدد محروم شد. تدیف در پی این حوادث به انتقاد شدید از سیاست‌های مسکو در قبال اوستیای جنوبی پرداخت و فدراسیون کشتی روسیه اعلام کرد که تدیف به خاطر مشکل جسمانی از مربیگری تیم ملی روسیه استعفا کرده‌است.